# 王訥 (天啓進士)
王訥（？—？），號元白，直隶真定府平山县人。明朝政治人物。

## 生平
易五房，己丑二月初九日生。萬曆三十七年（1609年）己酉科顺天鄉試五十九名舉人，天啓二年（1622年）壬戌科会试八十名，三甲二百五十一名进士。兵部观政，三年授河南沈丘县知县，以终养归。

## 家族
曾祖王希文，乡饮宾。父王一碧，崇安教谕。